# ジョニー・ユナイタス
ジョニー・ユナイタス（Johnny Unitas、本名：John Constantine Unitas、1933年5月7日 - 2002年9月11日）は、ペンシルベニア州ピッツバーグ出身のアメリカンフットボール選手。ポジションはクォーターバック。キャリアのほとんどをボルチモア・コルツで過ごし、スーパーボウル創設前のNFLチャンピオンに3回、スーパーボウル創設後も第5回スーパーボウルでチームをチャンピオンに導いた。シーズンMVPに3回輝き、2012年10月7日にニューオーリンズ・セインツのドリュー・ブリーズに抜かれるまで、連続試合タッチダウンパス記録（1956年から1960年まで47試合）を52年間保持した。華やかなパスプレーを展開して、プロフットボールが全米的な人気を獲得する起爆剤となった選手であり、史上最高のクォーターバックの1人として数えられている。

## プロ入団まで
1933年5月7日、ピッツバーグで生まれ、ピッツバーグのワシントン山の近所で育った。両親はリトアニア出身であった。ユナイタスが5歳の時、父親が肺炎から合併症を起こして死去し、母親が2つの仕事を掛け持ちしてユナイタスを育てた。高校ではランニングバックとクォーターバックのポジションでフットボールをプレーし、ルイビル大学に進学した。
ルイビル大学では入団時、1年生から先発クォーターバックに起用され、活躍したものの、ルイビル大学がスポーツを軽視する方針に転換し、キャプテンに就任した4年時にはシーズン序盤から怪我に悩まされたため、プロ入りはピッツバーグ・スティーラーズに第9巡目の下位指名で入団した。

## プロ入団後

### ピッツバーグ・スティーラーズ
1955年、第9巡目の下位指名で入団したユナイタスは、プロのクォーターバックの資質に欠けるとコーチが考えていたため、クォーターバック3人枠のうちの4番手の扱いを受け、一度もプレー機会を与えられることもなく、解雇された。プロフットボールから解雇され、前年に結婚していたユナイタスは、家族を養うためにピッツバーグの建設現場で働きながら、週末にはセミプロのフットボールチームでプレーした。

### ボルチモア・コルツ
1956年、入団テストを経て、ウィーブ・ユーバンクヘッドコーチ率いるボルチモア・コルツに入団した。先発クォーターバックジョージ・ショーの負傷により、移籍1年目の途中から出場機会を得たユナイタスは、プロデビュー戦こそインターセプト、ファンブルを連発し、酷い敗戦を喫したが、翌週からはプレーを立て直し、パス成功率55.6％の新人記録を打ち立てた。
1957年、開幕から先発クォーターバックの座を獲得し、リーグ1位の2,550パスヤードと24タッチダウンを記録し、チームを7勝5敗に導いた。これはチーム創設5年目のシーズンを迎えていたコルツにとって、過去最高の成績であった。この年ジム・ソープ賞を受賞した。
1958年、この年もユナイタスのパスは冴え渡り、2,007パスヤードと19タッチダウンを記録し、チームを9勝3敗で西カンファレンス優勝に導いた。NFLチャンピオンシップでは、東カンファレンス優勝のニューヨーク・ジャイアンツを延長戦の末にアラン・アメチーへのTDパスを成功させて23-17で破った。全米中継されたこの試合は、アメリカで「The Greatest Game Ever Played（史上最高の試合）」と呼ばれ、1960年代にフットボール人気を爆発的に拡大させるきっかけになった。
1959年、前年よりもさらに記録を伸ばした。ユナイタスは2,899パスヤードと32タッチダウンを記録し、9勝3敗で西カンファレンス2連覇を果たし、初のシーズンMVPに輝いた。NFLチャンピオンシップでは、前年の再戦となったニューヨーク・ジャイアンツを破り、2年連続NFLチャンピオンに輝いた。
1960年代に入ってもユナイタスのパスは冴え渡り続け、個人成績では3千ヤード前後のパスヤードを記録していたものの、チームの主要メンバーであるアミーチ、レイモンド・ベリー、レニー・ムーアらの怪我に悩まさせ、チームは優勝争いから遠ざかった。1962年シーズン終了後、キャロル・ローゼンブルームオーナーは、ユーバンクヘッドコーチを解雇、33歳であったドン・シュラを当時史上最年少のNFLチームのヘッドコーチに就任させた。
1964年、後に名ヘッドコーチとして名を馳せるドン・シュラヘッドコーチの下、チームは躍進した。ユナイタスは2,824パスヤードと19タッチダウンを記録し、2度目のシーズンMVPに輝き、チームは西カンファレンス優勝を果たした。しかし、NFLチャンピオンシップでは、クリーブランド・ブラウンズに27対0の完封負けを喫し、ファンを失望させた。
1965年、この年もユナイタス、チーム共に好調を保っていたが、シーズン終盤にユナイタスが膝を怪我すると、チームは失速し、10勝3敗1分で並んだグリーンベイ・パッカーズと西カンファレンス優勝を賭けて、プレイオフで対戦することとなったが、ユナイタスに加え、控えクォーターバックも怪我により出場できなかったため、優勝を果たすことができなかった。
1966年、怪我が回復したユナイタスはシーズン全試合に出場し、2748ヤード、22タッチダウンと、プロボウルに選出される活躍をしたが、リーグ1位の24インターセプトを喫したのが響き、西カンファレンス2位でシーズンを終えた。
1967年、ユナイタスはNFLトップのパス成功率58.5%、3428ヤード、20タッチダウンの活躍で、3度目のMVPに選ばれた。テニス肘に悩まされシーズン最後の5試合では3タッチダウン、8インターセプトであった。チームはロサンゼルス・ラムズと同率の11勝１敗2分でシーズンを終えた。
1968年、プレシーズンゲーム最終週のダラス・カウボーイズ戦で腕を負傷、シーズンの大半をベンチで過ごした。控えQBのアール・モラルがMVPに選ばれる活躍を見せ、チームはNFLトップの13勝1敗でシーズンを終えた。第3回スーパーボウルでは、不調のモラルに代わり交代出場し、タッチダウンをあげたがチームは7-16で敗れて、ジョー・ネイマスの約束どおり、AFLのニューヨーク・ジェッツに敗れた。この試合は、ネイマスの宣言内容から「The guarantee」という名前で知られ、格下と思われていたAFLのジェッツが、1960年代のNFLを代表するコルツを破ったことで、2年後に控えたNFLとAFLの合併をファンが徐々に受け入れるきっかけになったとされている。
1969年、オフシーズンのリハビリを経て、先発QBに返り咲いたユナイタスは、2342ヤード、12タッチダウン、20インターセプトを記録、チームは8勝5敗1分でプレーオフを逃した。
1970年、AFLとNFLの統合によって、コルツはクリーブランド・ブラウンズ、ピッツバーグ・スティーラーズとともにAFCに所属することとなった。スーパーボウル以来の対戦となったジェッツ戦では双方合計で9インターセプトを喫した。ユナイタスは、この年2212ヤード、14タッチダウンを記録した。プレーオフではシンシナティ・ベンガルズ、オークランド・レイダースを相手に2試合で390ヤード、3タッチダウン、インターセプトは0であった。ダラス・カウボーイズとの第5回スーパーボウルではジョン・マッキーへの75ヤードのタッチダウンパスを決めたが、第2Qに倒された際、肋骨を痛めてサイドラインに下がり、アール・モラルが途中出場した。チームはジム・オブライエンの決勝FGで16-13と勝利した。
1971年、レギュラーシーズンの試合ではモラルと併用されて、わずか3タッチダウンに終わった。プレーオフ2試合では先発出場し、クリーブランド・ブラウンズ戦には勝利したもののマイアミ・ドルフィンズとのAFCチャンピオンシップゲームではディック・アンダーソンに2回インターセプトされるなど、3インターセプトを喫し、0-21で敗れた。
1972年、メモリアル・スタジアムで行われたジェッツ戦では376ヤード、3タッチダウンの活躍を見せたが、ネイマスが496ヤード、6タッチダウンと大活躍して34-44で敗れた。チームは開幕から5試合で1勝4敗となり、ドン・マクファーティヘッドコーチは解任、ユナイタスも先発QBから外れた。最終週のバッファロー・ビルズ戦で28-0とリードした試合途中から交代出場し、エディ・ヒントンへの長いタッチダウンパスを成功、これがコルツでの最後のパスとなった。

### サンディエゴ・チャージャーズ
1973年、トレードにより、サンディエゴ・チャージャーズに移籍した。ジョン・ヘイドルから先発QBの座を奪ったが、移籍前から悩まされていた腕の怪我により、思うようなプレーをできず、インターセプトを多発し、1勝3敗のシーズン序盤で新人のダン・ファウツに先発QBの座を奪われた。このシーズン終了後に引退を表明した。

## 引退後

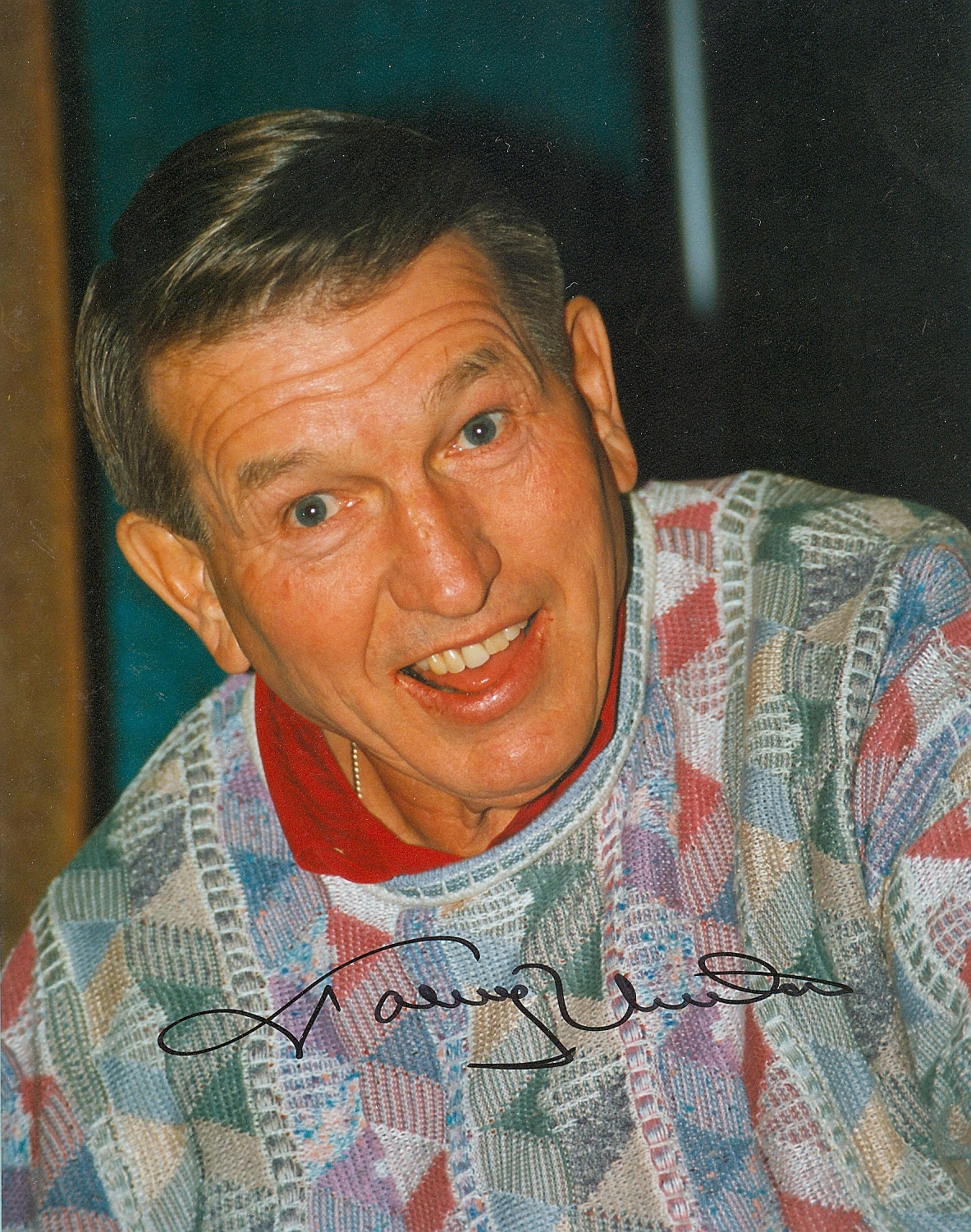
晩年のジョニー・ユナイタス

引退後は、ボルチモアに居住しながら、CBSで解説者を務めた。1979年にプロフットボール殿堂入り。
1999年の映画、『エニイ・ギブン・サンデー』では相手チームのヘッドコーチの役を演じた。
2002年9月11日、ボルチモア市内の病院で死去した。死因は心臓発作であった。

## 私生活
1954年11月20日、21歳で高校の同級生のドロシーと結婚し、離婚するまでに5人の子供を授かった。1972年6月26日、サンドラと2度目の結婚をして、3人の子供を授かった。
2013年8月24日、リトアニア系アメリカ人の殿堂入りした。

## 成績
| 参照   | 参照                       |
| ------ | -------------------------- |
|        | リーグ1位                  |
|        | NFLチャンピオン            |
|        | スーパーボウルチャンピオン |
|        | シーズンMVP                |
| 太文字 | キャリア最高               |

| 年   | チーム                       | 出 場 | 勝 敗    | パ ス 成 功 | パ ス 試 投 | 成 功 率 | ヤ 丨 ド | T D | I N T | 最 長 | 平 均 ヤ 丨 ド | レ 丨 テ ィ ン グ |
| ---- | ---------------------------- | ----- | -------- | ----------- | ----------- | -------- | -------- | --- | ----- | ----- | -------------- | ----------------- |
| 1956 | ボルチモア・コルツ           | 12    | 3–4      | 110         | 198         | 55.6     | 1,498    | 9   | 10    | 54    | 7.6            | 74.0              |
| 1957 | ボルチモア・コルツ           | 12    | 7–5      | 172         | 301         | 57.1     | 2,550    | 24  | 17    | 82    | 8.5            | 88.0              |
| 1958 | ボルチモア・コルツ           | 10    | 8–1      | 136         | 263         | 51.7     | 2,007    | 19  | 7     | 77    | 7.6            | 90.0              |
| 1959 | ボルチモア・コルツ           | 12    | 9–3      | 193         | 367         | 52.6     | 2,899    | 32  | 14    | 71    | 7.9            | 92.0              |
| 1960 | ボルチモア・コルツ           | 12    | 6–6      | 190         | 378         | 50.3     | 3,099    | 25  | 24    | 80    | 8.2            | 73.7              |
| 1961 | ボルチモア・コルツ           | 14    | 8–6      | 229         | 420         | 54.5     | 2,990    | 16  | 24    | 72    | 7.1            | 66.1              |
| 1962 | ボルチモア・コルツ           | 14    | 7–7      | 222         | 389         | 57.1     | 2,967    | 23  | 23    | 80    | 7.6            | 76.5              |
| 1963 | ボルチモア・コルツ           | 14    | 8–6      | 237         | 410         | 57.8     | 3,481    | 20  | 12    | 64    | 8.5            | 89.7              |
| 1964 | ボルチモア・コルツ           | 14    | 12–2     | 158         | 305         | 51.8     | 2,824    | 19  | 6     | 74    | 9.3            | 96.4              |
| 1965 | ボルチモア・コルツ           | 11    | 8–2–1    | 164         | 282         | 58.2     | 2,530    | 23  | 12    | 61    | 9.0            | 97.4              |
| 1966 | ボルチモア・コルツ           | 14    | 9–4      | 195         | 348         | 56.0     | 2,748    | 22  | 24    | 89    | 7.9            | 74.0              |
| 1967 | ボルチモア・コルツ           | 14    | 11–1–2   | 255         | 436         | 58.5     | 3,428    | 20  | 16    | 88    | 7.9            | 83.6              |
| 1968 | ボルチモア・コルツ           | 5     | —        | 11          | 32          | 34.4     | 139      | 2   | 4     | 37    | 4.3            | 30.1              |
| 1969 | ボルチモア・コルツ           | 13    | 7–5      | 178         | 327         | 54.4     | 2,342    | 12  | 20    | 52    | 7.2            | 64.0              |
| 1970 | ボルチモア・コルツ           | 14    | 10–2–1   | 166         | 321         | 51.7     | 2,213    | 14  | 18    | 55    | 6.9            | 65.1              |
| 1971 | ボルチモア・コルツ           | 13    | 3–2      | 92          | 176         | 52.3     | 942      | 3   | 9     | 35    | 5.4            | 52.3              |
| 1972 | ボルチモア・コルツ           | 8     | 1–4      | 88          | 157         | 56.1     | 1,111    | 4   | 6     | 63    | 7.1            | 70.8              |
| 1973 | サンディエゴ・チャージャーズ | 5     | 1–3      | 34          | 76          | 44.7     | 471      | 3   | 7     | 51    | 6.2            | 40.0              |
| 通算 | 通算                         | 211   | 118–63–4 | 2,830       | 5,186       | 54.6     | 40,239   | 290 | 253   | 89    | 7.8            | 78.2              |